# Горній Сухор-при-Метликі
Горній Сухор-при-Метликі (словен. Gornji Suhor pri Metliki) — поселення в общині Метлика, регіон Південно-Східна Словенія, Словенія.